# Бунтарки
Бунтарки (англ. Riot Women) — майбутній британський телесеріал, написаний Саллі Вейнрайт і вироблений компанією Drama Republic. Трансляція серіалу очікується в жовтні 2025 року.

## Сюжет
П'ять жінок середнього віку засновують панк-рок-гурт «Riot Women», щоб взяти участь у місцевому конкурсі та виявляють, що мають сказати більше, ніж очікували.

## Акторський склад
| - Лоррейн Ешборн — Джесс - Джоанна Скенлан — Бет - Темзін Ґреґ — Холлі - Розалі Крейг — Кітті - Амелія Буллмор — Івонн |  | - Енн Рід - Сью Джонстон - Тадж Атвал - Клер Скіннер - Пітер Девісон - Аміт Шах - Кевін Дойл - Чендіп Упал - Ітан Джозеф Роберт - Олівер Хантінгдон |

## Виробництво
Саллі Вейнрайт є сценаристкою і виконавчою продюсеркою серіалу, анонсованого в серпні 2023 року під назвою «Hot Flush». У квітні 2024 року Вейнрайт повідомила, що назву було змінено на «Riot Women».
Акторський склад очолили Лоррейн Ешборн, Джоанна Скенлан, Темзін Ґреґ, Розалі Крейг і Амелія Буллмор. У вересні 2024 року Енн Рейд, Сью Джонстон, Тадж Атвал, Клер Скіннер, Пітер Девісон, Аміт Шах, Кевін Дойл і Чендіп Аппал були підтверджені в акторському складі.
Знімання відбувалося на Гебден-Брідж у Йоркширі в червні та липні 2024 року.

## Трансляція
Трансляція серіалу очікується в жовтні 2025 року.